# Ingvild Flugstad Østberg
Ingvild Flugstad Østberg (Gjøvik, 9 novembre 1990) è una fondista norvegese.

## Biografia
Originaria di Gjøvik, ha preso parte a tre edizioni dei Mondiali juniores, vincendo dieci medaglie.
In Coppa del Mondo ha esordito il 5 marzo 2008 nella sprint a tecnica classica di Drammen (31ª), ha conquistato il primo podio il 20 novembre 2011 nella staffetta di Sjusjøen (2ª) e la prima vittoria il 13 gennaio 2013 a Liberec.
In carriera ha preso parte a due edizioni dei Giochi olimpici invernali, Soči 2014 (2ª nella sprint, 1ª nella sprint a squadre) e Pyeongchang 2018 (7ª nella 10 km, 4ª nella 30 km, 17ª nella sprint, 11ª nello skiathlon, 1ª nella staffetta), e a sei dei Campionati mondiali, vincendo due medaglie d'oro, tre d'argento e due di bronzo.
Nella stagione 2018-2019 ha vinto la Coppa del Mondo generale, con 223 punti di vantaggio sulla seconda classificata, la russa Natal'ja Neprjaeva.

## Palmarès

### Olimpiadi
- 3 medaglie:
  - 2 ori (sprint a squadre a Soči 2014; staffetta a Pyeongchang 2018)
  - 1 argento (sprint a Soči 2014)

### Mondiali
- 7 medaglie:
  - 2 ori (sprint a squadre a Falun 2015; staffetta a Planica 2023)
  - 3 argenti (skiathlon, 30 km, staffetta a Seefeld in Tirol 2019)
  - 2 bronzi (10 km, sprint a squadre a Seefeld in Tirol 2019)

### Mondiali juniores
- 10 medaglie:
  - 7 ori (staffetta a Malles Venosta 2008; 5 km, sprint, inseguimento, staffetta a Praz de Lys - Sommand 2009; inseguimento, staffetta a Hinterzarten 2010)
  - 3 argenti (5 km a Malles Venosta 2008; 5 km, sprint a Hinterzarten 2010)

### Coppa del Mondo
- Vincitrice della Coppa del Mondo nel 2019
- 53 podi (38 individuali, 15 a squadre):
  - 15 vittorie (5 individuali, 10 a squadre)
  - 18 secondi posti (15 individuali, 3 a squadre)
  - 20 terzi posti (18 individuali, 2 a squadre)

#### Coppa del Mondo - vittorie
| Data                            | Località                                      | Nazione                         | Specialità                                                           |
| ------------------------------- | --------------------------------------------- | ------------------------------- | -------------------------------------------------------------------- |
| 13 gennaio 2013                 | Liberec                                       | Rep. Ceca                       | TS TL (con Maiken Caspersen Falla)                                   |
| 12 gennaio 2014                 | Nové Město na Moravě                          | Rep. Ceca                       | TS TC (con Maiken Caspersen Falla)                                   |
| 14 dicembre 2014                | Davos                                         | Svizzera                        | SP TL                                                                |
| 17 gennaio 2015                 | Otepää                                        | Estonia                         | SP TC                                                                |
| 6 dicembre 2015                 | Lillehammer                                   | Norvegia                        | 4x5 km (con Maiken Caspersen Falla, Therese Johaug e Heidi Weng)     |
| 24 gennaio 2016                 | Nové Město na Moravě                          | Rep. Ceca                       | 4x5 km (con Heidi Weng, Therese Johaug e Astrid Uhrenholdt Jacobsen) |
| 10 dicembre 2016                | Davos                                         | Svizzera                        | 15 km TL                                                             |
| 18 dicembre 2016                | La Clusaz                                     | Francia                         | 4x5 km (con Marit Bjørgen, Ragnhild Haga e Heidi Weng)               |
| 22 gennaio 2017                 | Ulricehamn                                    | Svezia                          | 4x5 km (con Heidi Weng, Astrid Uhrenholdt Jacobsen e Marit Bjørgen)  |
| 10 dicembre 2017                | Davos                                         | Svizzera                        | 10 km TL                                                             |
| 9 dicembre 2018                 | Beitostølen                                   | Norvegia                        | 4x5 km (con Heidi Weng, Therese Johaug e Ragnhild Haga)              |
| 29 dicembre 2018 6 gennaio 2019 | Dobbiaco Val Müstair Oberstdorf Val di Fiemme | Italia Svizzera Germania Italia | Tour de Ski                                                          |
| 27 gennaio 2019                 | Ulricehamn                                    | Svezia                          | 4x5 km (con Heidi Weng, Therese Johaug e Astrid Uhrenholdt Jacobsen) |
| 1º marzo 2020                   | Lahti                                         | Finlandia                       | 4x5 km (con Tiril Udnes Weng, Therese Johaug e Heidi Weng)           |
| 5 febbraio 2023                 | Dobbiaco                                      | Italia                          | 4x7,5 km (con Heidi Weng, Anne Kjersti Kalvå e Silje Theodorsen)     |

Legenda:

TC = tecnica classica

TL = tecnica libera

SP = sprint

TS = sprint a squadre

#### Coppa del Mondo - competizioni intermedie
- Vincitrice del Tour de Ski nel 2019
- 35 podi di tappa:
  - 12 vittorie
  - 10 secondi posti
  - 13 terzi posti

##### Coppa del Mondo - vittorie di tappa
| Data             | Località      | Nazione  | Competizione    | Specialità  |
| ---------------- | ------------- | -------- | --------------- | ----------- |
| 31 dicembre 2013 | Lenzerheide   | Svizzera | Tour de Ski     | SP TL       |
| 3 gennaio 2016   | Lenzerheide   | Svizzera | Tour de Ski     | 5 km TL PU  |
| 11 marzo 2016    | Canmore       | Canada   | Ski Tour Canada | 10 km TL    |
| 1º gennaio 2017  | Val Müstair   | Svizzera | Tour de Ski     | 5 km TC MS  |
| 31 dicembre 2017 | Lenzerheide   | Svizzera | Tour de Ski     | 10 km TC    |
| 1º gennaio 2018  | Lenzerheide   | Svizzera | Tour de Ski     | 10 km TL PU |
| 4 gennaio 2018   | Oberstdorf    | Germania | Tour de Ski     | 10 km TL MS |
| 2 gennaio 2019   | Oberstdorf    | Germania | Tour de Ski     | 10 km TC MS |
| 3 gennaio 2019   | Oberstdorf    | Germania | Tour de Ski     | 10 km TL PU |
| 5 gennaio 2019   | Val di Fiemme | Italia   | Tour de Ski     | 10 km TC MS |
| 6 gennaio 2019   | Val di Fiemme | Italia   | Tour de Ski     | 9 km TL PU  |
| 1º gennaio 2020  | Dobbiaco      | Italia   | Tour de Ski     | 10 km TC PU |

Legenda:

TC = tecnica classica

TL = tecnica libera

SP = sprint

MS = partenza in linea

PU = inseguimento

### Campionati norvegesi
- 1 medaglia:
  - 1 oro (inseguimento nel 2009)